# Termelőszövetkezet
A szövetkezeteknek vagy termelőszövetkezeteknek kortól és helytől függően több fajtája (hitel, mezőgazdasági, gépjármű stb.) létezett és létezik ma is.
Kárpát-medencei vonatkozásban lásd például a következő szócikkeket:
- Mezőgazdasági termelőszövetkezet
- Egyesült Földműves Szövetkezet (szlovákul Jednotné roľnícke družstvo, rövidítve JRD) - Csehszlovakiában a szocializmus időszakában
- Hangya Szövetkezet - szövetkezeti hálózat volt Magyarországon a 20. század első felében
- Hanza Szövetkezeti Áruközpont - Csehszlovákiában a két világháború között és a Magyar királyságban az első bécsi döntést követően
- Nákupné ústredie potravinárskych družstiev (rövidítve Nupod) - Csehszlovakiában a két világháború között

Kárpát-medencén kívül például:
- Kolhoz - Szovjetunió
- Landwirtschaftliche Produktionsgenossenschaft - Kelet-Németországban a szocializmus időszakában